# Municipio de Cuba (Minnesota)
El municipio de Cuba (en inglés: Cuba Township) es un municipio ubicado en el condado de Becker en el estado estadounidense de Minnesota. En el año 2010 tenía una población de 277 habitantes y una densidad poblacional de 3,01 personas por km².

## Geografía
El municipio de Cuba se encuentra ubicado en las coordenadas 46°56′4″N 96°6′35″O / 46.93444, -96.10972. Según la Oficina del Censo de los Estados Unidos, el municipio tiene una superficie total de 92.03 km², de la cual 88,49 km² corresponden a tierra firme y (3,84 %) 3,53 km² es agua.

## Demografía
Según el censo de 2010, había 277 personas residiendo en el municipio de Cuba. La densidad de población era de 3,01 hab./km². De los 277 habitantes, el municipio de Cuba estaba compuesto por el 96,75 % blancos, el 0,72 % eran afroamericanos, el 0,72 % eran amerindios, el 0,36 % eran asiáticos, el 0,36 % eran de otras razas y el 1,08 % eran de una mezcla de razas. Del total de la población el 1,08 % eran hispanos o latinos de cualquier raza.